# 米奇·休尔
米奇·休尔（Mitchell Scott Hewer，1989年7月1日—），英國男演員，出生於布里斯托，在英國電視E4青少年影集《皮囊》中飾演一個出櫃的同性戀，Maxxie Oliver。
在《Britannia High》飾演Danny Miller，他是學校中的優等生，善良的天性令他在朋友中人氣極高，很難想像他居然曾是個不自信的布裡斯托男孩，直到發現了自己對藝術的熱愛他毅然走到倫敦，堅定的踏上自己的理想之路。

## 作品集

### 影集
| 影集名         | 角色          | 電視台 | 首播日期      |
| -------------- | ------------- | ------ | ------------- |
| 皮囊 第一季    | Maxxie Oliver | E4     | 2007年1月25日 |
| 皮囊 第二季    | Maxxie Oliver | E4     | 2008年2月11日 |
| Britannia High | Danny Miller  | ITV    | 2008年        |